# Samuel Pryss
Samuel Pryss, född 29 september 1705 i Åbo, död där 26 juli 1779, var en finländsk professor och teolog, samt rektor för Kungliga Akademien i Åbo.

## Biografi
Samuel Pryss var son till professor Anders Pryss och Catharina Charlotta Wallenstjerna, samt bror till professor Olof Pryss, och tillhörde samma släkt som den adliga ätten Prytz. Han disputerade 1732 för magistergraden pro exercitio för Nils Hasselbom, och samma år pro gradu för Henrik Hassel. Därefter anställdes han vid Åbo akademi. År 1746 fick han professuren i poesi efter sin far, men redan efter ett år indrogs posten. Han fick då andra professuren i teologi (vilket i realiteten innefattade nationalekonomi), och den första professuren 1755.
Pryss var rektor för Åbo akademi åren 1749–1750 och 1758–1759. Pryss hade ansvaret för den finska översättningen av Bibeln. Pryss är begraven i eget gravkapell vid S:t Marie kyrka, Åbo.